# Halle Open 1995
L'Halle Open 1995 è stato un torneo di tennis giocato sull'erba.
È stata la 3ª edizione dell'Halle Open, che faceva parte della categoria ATP World Series nell'ambito dell'ATP Tour 1995.
Si è giocato al Gerry Weber Stadion di Halle in Germania, dal 19 al 26 giugno 1995.

## Campioni

### Singolare
Marc Rosset ha battuto in finale  Michael Stich con il punteggio di 3–6, 7–6(11), 7–6(8)

### Doppio
Jacco Eltingh /  Paul Haarhuis hanno battuto in finale  Evgenij Kafel'nikov /  Andrej Ol'chovskij con il punteggio di 6–2, 3–6, 6–3